# Congregazione d'Ungheria
La Congregazione d'Ungheria (in latino Congregatio Hungarica) è una delle congregazioni monastiche che costituiscono l'Ordine di San Benedetto.

## Storia

### Origini

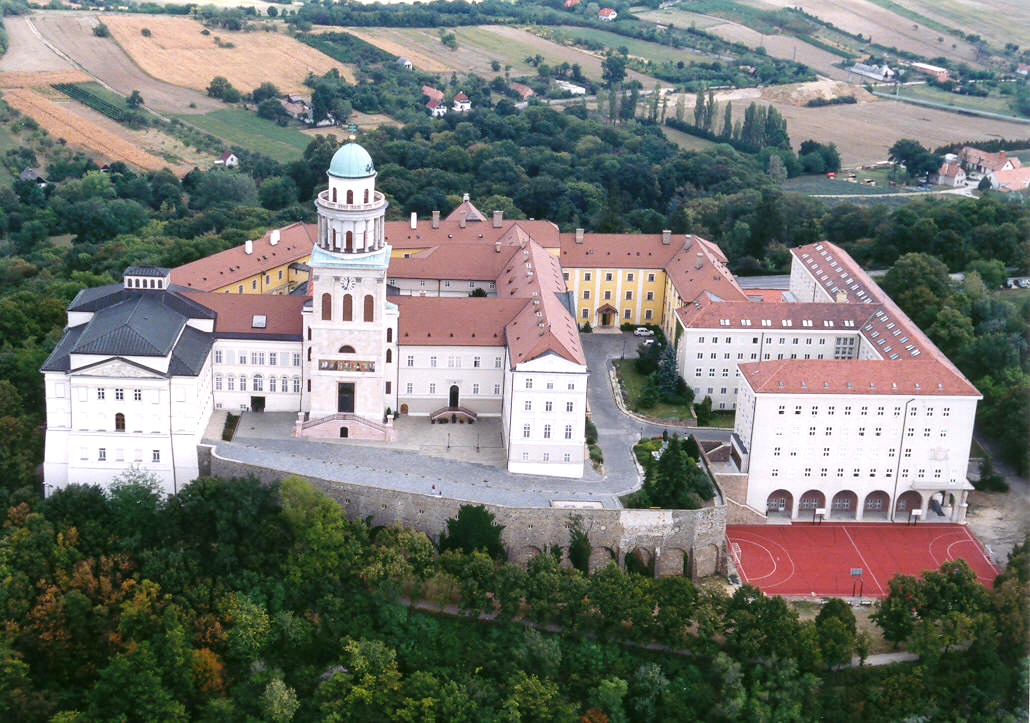
L'arciabbazia di Pannonhalma

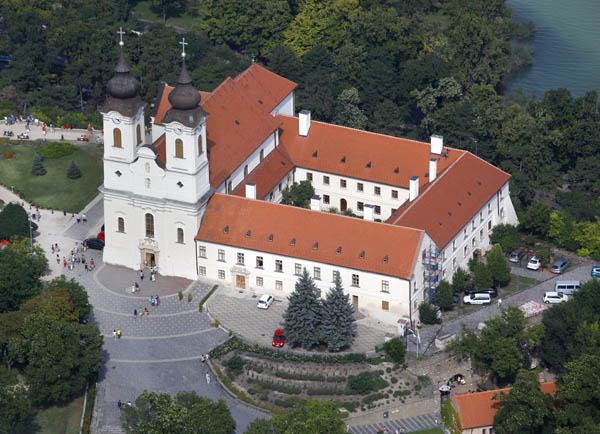
L'abbazia di Tihany

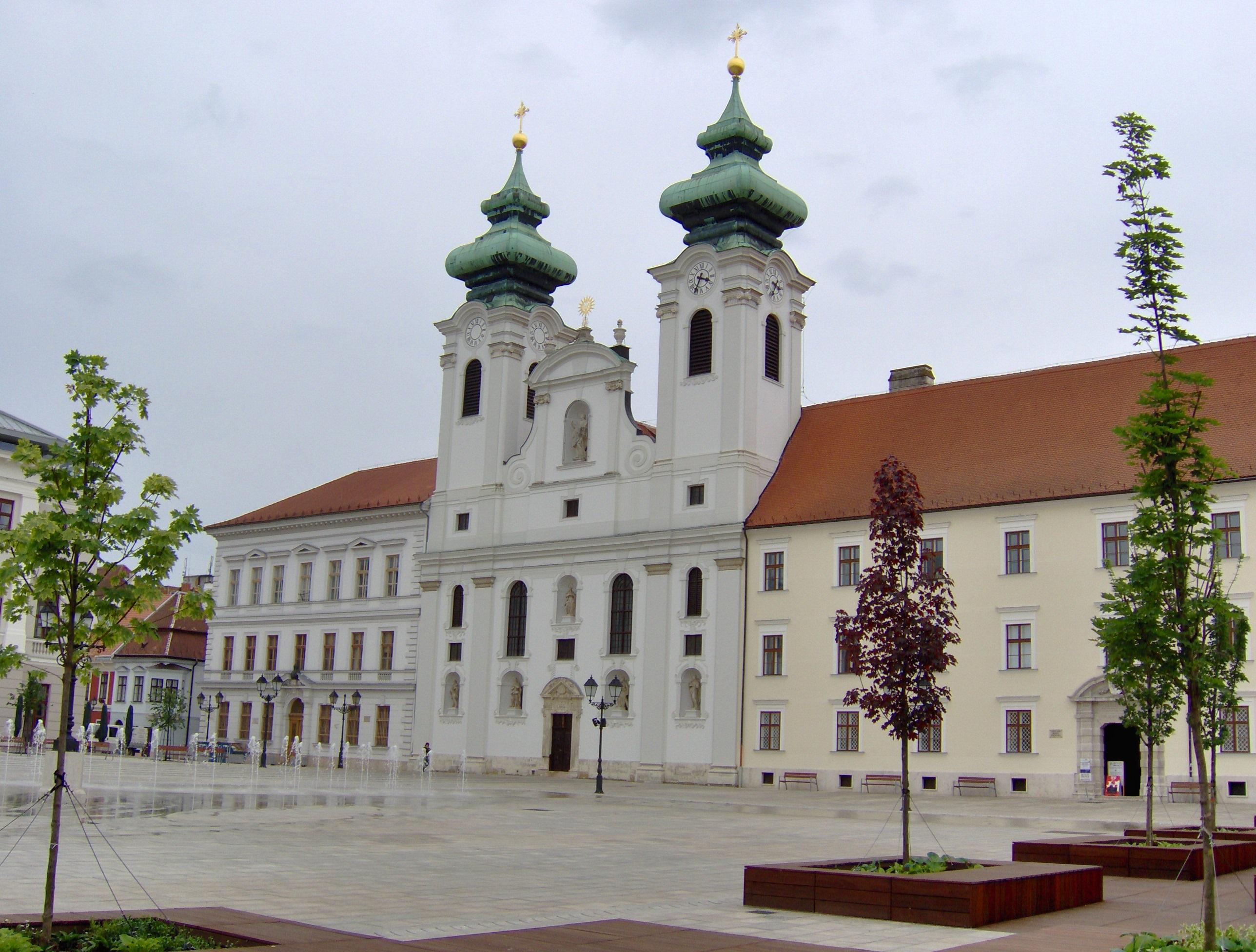
L'abbazia di Győr

I primi monaci benedettini, l'abate Anastasio e i suoi compagni, giunsero in Ungheria profughi dalla Boemia nel 996 e vennero accolti benevolmente dal principe Géza. Il re Stefano, figlio di Géza, fondò per loro l'abbazia di San Martino del Sacro Monte di Pannonia (o di Pannonhalma) e i benedettini ebbero un ruolo notevole nella diffusione del cristianesimo tra la popolazione magiara e nell'organizzazione ecclesiastica del territorio (il sovrano scelse i primi vescovi ungheresi principalmente tra i benedettini).
Nel 1500 il re Luigi II nominò abate di Pannonhalma Matteo Tolnai, fino ad allora chierico ufficiale della sua cancelleria, con l'incarico rinnovare la vita monastica nel paese: per svolgere tale opera, Tolnai si ispirò alle varie tendenze di riforma monastica dell'epoca e specialmente alla riforma di Melk; il principale obiettivo dell'abate fu quello di emancipare i monasteri dal sistema della commenda in modo che ogni comunità avesse un abate regolare che vigilasse sull'osservanza regolare nel monastero.
I monasteri ungheresi riformati furono riuniti nel 1514 da papa Leone X in una congregazione presieduta da Tolnai, che ebbe il titolo di arciabate.

### Dissoluzione e rinascita
La sconfitta degli ungheresi da parte dei turchi a Mohács nel 1526 fermò bruscamente lo sviluppo della congregazione: molti monasteri vennero distrutti e numerose comunità disperse; la stessa abbazia di Pannonhalma venne occupata nel 1585 e trasformata in fortezza.
L'abbazia di Pannonhalma fu ristabilita nel 1638 da Ferdinando III d'Asburgo, che affidò ai benedettini il compito di contrastere la diffusione nel regno del protestantesimo, penetrato in Ungheria nel XVI secolo. Il monachesimo benedettino tornò a fiorire dopo la definitiva sconfitta dei turchi e la riconquista dell'Ungheria da parte degli Asburgo: i monaci di Pannonhalma riuscirono a rivitalizzare le antiche abbazie di Bakonybél, Celldömölk, Tihany e Zalavár che andarono a ricostituire la congregazione benedettina d'Ungheria.
Tra i monasteri della rinnovata congregazione si instaurò uno stretto legame giuridico: tutti i monaci trascorrevano il noviziato e facevano la professione a Pannonhalma e tutti gli abati erano nominati dall'arciabate di Pannonhalma.
Sotto il regno di Giuseppe II numerose abbazie e la stessa Pannonhalma vennero soppresse, ma Francesco II restituì alla congregazione tutti i beni con l'obbligo mantenere delle scuole superiori. Il compito di istruire la gioventù favorì la vita intellettuale e l'influenza dei benedettini negli ambienti colti del paese: molti monaci divennero docenti universitari e membri dell'Accademia delle scienze.

### Il periodo comunista
Nel 1949, con la proclamazione della repubblica popolare guidata dal Partito dei Lavoratori Ungheresi, gli ordini religiosi furono soppressi e le scuole cattoliche chiuse. L'arciabbazia di Pannonhalma, per il suo carattere storico, venne risparmiata e nel 1950 il governo ungherese restituì ai benedettini anche due delle loro scuole.
Alcuni benedettini usciti dall'Ungheria fondarono nel 1953 un priorato a São Paulo, in Brasile, e nel 1958 un altro a Portola Valley, in California: in entrambi i monasteri vennero ammessi novizi anche non ungheresi.

## Attività e diffusione
A numerose abbazie della congregazione sono annesse scuole liceali in cui i benedettini esercitano l'insegnamento; i monaci si dedicano anche alla cura delle parrocchie e ad altre attività pastorali (direzione di case per ritiri, predicazione degli esercizi spirituali).
Oltre che in Ungheria, i monasteri della congregazione sono presenti in Austria, Brasile e Slovacchia (il priorato californiano di Portola Valley è passato alla congregazione Americana Cassinese); la congregazione è presieduta dall'arciabate di Pannonhalma.
Alla fine del 2008 la congregazione contava 9 tra abbazie e priorati e 97 religiosi, 78 dei quali sacerdoti.